# Nhà hát Baj

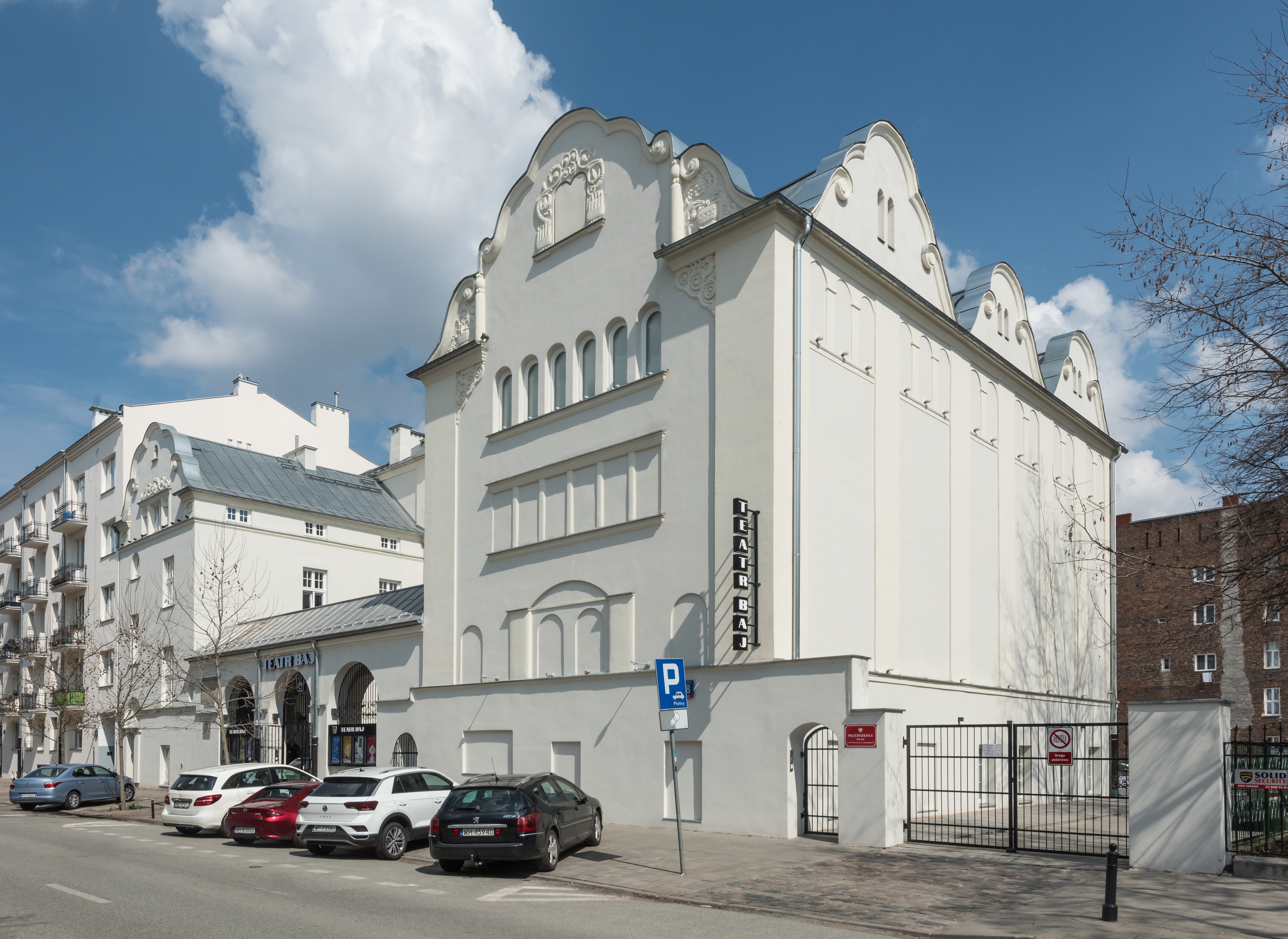
Trụ sở của Nhà hát Baj (2010)

Nhà hát Baj (Tiếng Ba Lan: Teatr Baj) là sân khấu múa rối lâu đời nhất ở Ba Lan, bắt đầu hoạt động từ năm 1928. Hiện nay, Nhà hát có trụ sở tại số 28 đường Jagiellońska ở Warsaw.
Năm 2014, Nhà hát Baj ở Warsaw, sân khấu múa rối đầu tiên dành cho trẻ em ở Ba Lan, được Bộ trưởng Bộ Văn hóa và Di sản Quốc gia (Ba Lan) trao tặng Huy chương vàng Huy chương Công trạng về văn hóa - Gloria Artis.

## Tiết mục
- Đối tượng: thu hút mọi lứa tuổi, đặc biệt là khán giả nhỏ tuổi, thanh thiếu niên, gia đình ở Warsaw cho đến những khán giả là du khách nước ngoài yêu nghệ thuật.
- Các tiết mục của Nhà hát Baj ở Warsaw vô cùng hấp dẫn và gần gũi: dựa trên các tác phẩm văn học kinh điển của Ba Lan và thế giới, kết hợp nhiều hình thức và kỹ thuật múa rối khác nhau.[3] Ngoài ra, Nhà hát Baj còn biết cách kết hợp hoàn hảo giữa nghệ thuật cổ điển và đương đại trong các tiết mục trình diễn. Nhà hát cũng mời nhiều nghệ sĩ thú vị từ khắp Ba Lan và nước ngoài đến biểu diễn tại sân khấu để phục vụ nhu cầu của đông đảo khán giả.[1]

## Giám đốc nhà hát
- Jan Wesołowski (1928–1939)
- Jerzy Dargiel (1950–1973)
- Krzysztof Niesiołowski (1973–2008)
- Ewa Piotrowska (từ năm 2008)[4]